# ロシア連邦保安庁特殊任務センター

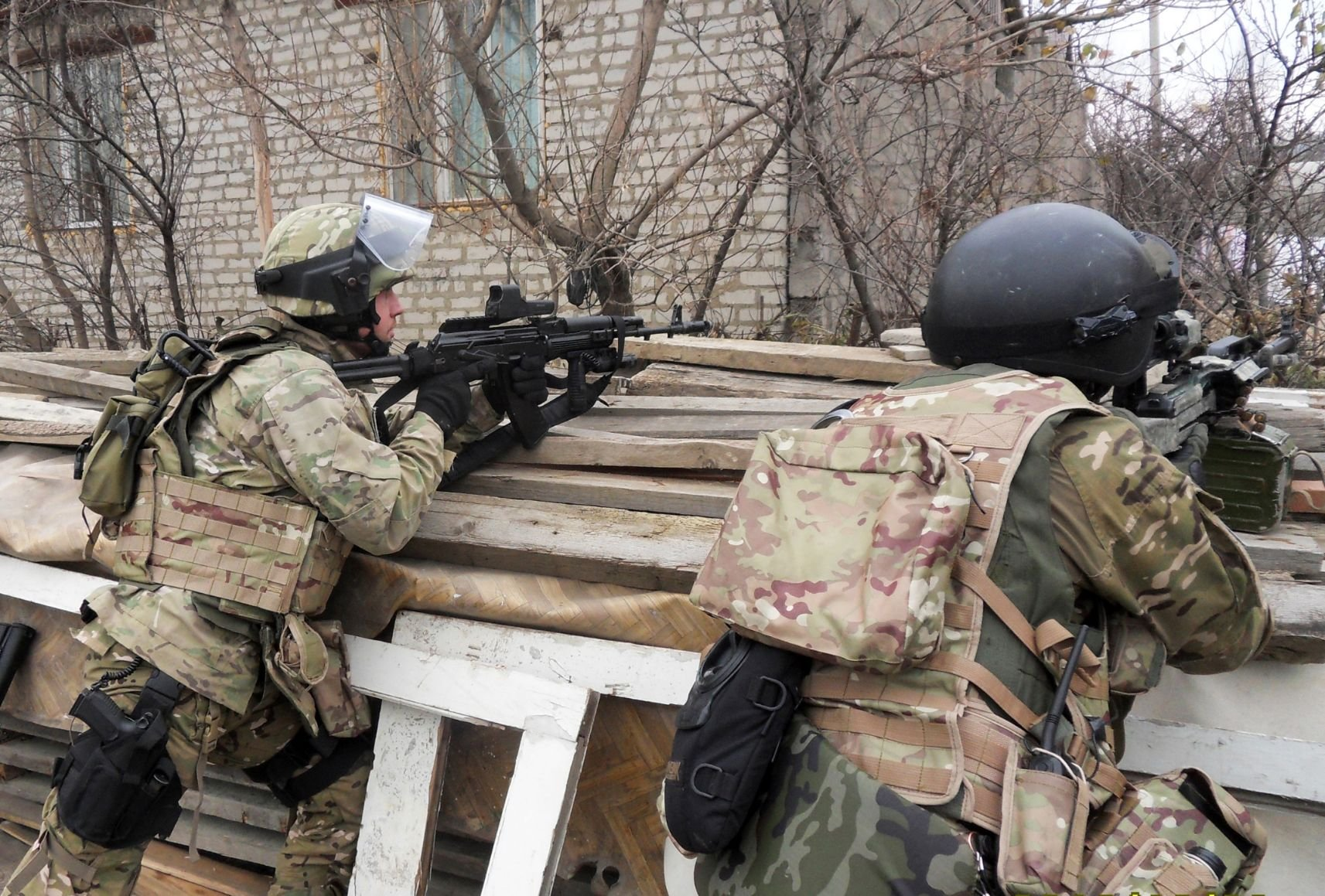
ダゲスタンで任務を行うアルファ・ヴィンペルによるFSB特殊部隊

ロシア連邦保安庁特殊任務センター（ロシア語: Центр специального назначения ФСБ；略称ЦСН）は、ロシア連邦保安庁憲法体制擁護・テロ対策部の特殊部隊を管轄する機関、軍事組織（軍部隊35690）。
特殊任務センターの駐屯地は、バラハシ-2に位置し、プリボイ（Прибой；寄せ波）と呼ばれている。

## 歴史
- 1998年10月8日：A局とV局から成る特殊任務センター創設
- 1999年7月16日：FSB経済防諜局第12課とFSBモスクワ市・モスクワ州局不法武装部隊・匪賊対策局第3課に基づき、特殊作戦局創設
- 2005年：ダゲスタンに支部設置

## 組織
- A局：旧アルファ部隊（対テロ特殊部隊）。5課から成る。
- V局：旧ヴィンペル部隊（原子力施設防護特殊部隊）。4課から成る。
- 特殊作戦局
- ダゲスタン支部

A局及びV局からは、年に2～3回、45日の期間で各1課ずつチェチェン共和国に派遣されている。

## 選抜
特殊任務センターの要員は、将校、准尉、士官候補生（ロシア連邦軍やロシア国境軍出身者も含む。）から選抜されるが、准尉職は3％のみ（運転手、教官等）である。候補者の資格は、28歳以下、身長175cm以上を要し、現役又は元アルファ・ヴィンペル隊員の推薦が必要である。

## 歴代センター長
| 職名       | 就任年       | 氏名                       | 階級 |
| ---------- | ------------ | -------------------------- | ---- |
| センター長 | 1998年10月 - | アレクサンドル・チーホノフ | 大将 |